# Echthrus coracinus
Echthrus coracinus är en stekelart som beskrevs av Gupta 1978. Echthrus coracinus ingår i släktet Echthrus och familjen brokparasitsteklar. Inga underarter finns listade i Catalogue of Life.